# ایمره نیمت
ایمره نیمت (مجاری: Imre Németh; ‏ ۲۳ سپتامبر ۱۹۱۷ – ۱۸ اوت ۱۹۸۹) پرتاب‌گر چکش اهل مجارستان بود. از افتخارات وی میتوان به کسب مدال طلا پرتاب چکش در بازی‌های المپیک تابستانی ۱۹۴۸ و مدال برنز پرتاب چکش در بازی‌های المپیک تابستانی ۱۹۵۲ اشاره کرد.